# Rimely Mihály János
Rimely Mihály János (Esztergom, 1793. március 23. – Pannonhalma, 1865. március 8.) teológiai doktor, pannonhalmi főapát, császári és királyi tanácsos, a Magyar Királyi Szent István-rend lovagja, a «kath. religió»-ról címzett római akadémia tagja.

## Élete
A gimnázium végeztével 1811. október 31-én a Szent Benedek-rendbe lépett, 1814. szeptember 8-án tett szerzetesi fogadalmat. A Bécsi Egyetemen a teológiát hallgatta és 1818. szeptember 8-án felszenteltetett. 1818-19-ben tanulmányi felügyelő volt Győrött, 1819-től a pozsonyi főgimnáziumi tanára, 1822-től 1830-ig Pannonhalmán az egyházjogot és történelmet adta elő, 1830-tól 1839-ig kőszegi gimnáziumi igazgató és a rendház főnöke, 1839-től 1842-ig pedig a Pozsonyi Akadémia hittanára volt. 1842-ben választatott meg pannonhalmi főapáttá, mely méltóságában 23 évig működött. Meghalt szélütés következtében 1865. március 8-án.
Székfoglalását Kovács Márk János bencés szerzetes Elegia iucunde lacrymans… című művével köszöntötte (Veszprém, 1843).

## Munkája
- Dal, melyet főm. herczeg Rudnay Sándor urnak beiktatására szentelt. Esztergom. 1820

### Kézirati munkái
- Közönséges házassági egyházi törvény, alkalmaztatva a magyar ker. katholikus anyaszentegyházra 1832-36. 4rét 3 kötet
- A szent Márton püspökről czímzett pannonhegyi sz. Benedeki főapátság eredete Magyarországban 1860. 4rét
- Scythák, hunnok, magyarok történelme 1862. 4rét